# Мальвові (підродина)
Мальвові (Malvoideae) — підродина квіткових рослин родини мальвові (Malvales).

## Опис
Це в основному деревні рослини або чагарники. Прості листки із зубчастими або гладкими краями. Квітка має 5 пелюстків з подвійною оцвітиною. Численні тичинки утворюють трубочку навколо маточки.

## Класифікація
Підродина містить понад 1670 видів у 110 родах у 4 трибах.
- Malveae (Abutilon, Alcea, Malva, Sidalcea)
- Gossypieae (Gossypium)
- Hibisceae (Hibiscus)
- Kydieae
- роди inserte sedis
  - Jumelleanthus
  - Howittia